# Left 4 Dead
『Left 4 Dead』（レフト フォー デッド、略称: L4D）は、2008年11月18日にValve Softwareから発売されたFPSゲーム。

## 概要
現代のアメリカ北東部（ペンシルベニア州）を舞台に、ウイルスにより凶暴化した感染者が徘徊する都市からの脱出を図るのが目的。プレイヤーは、荒くれ者のフランシス、IT企業システムアナリストのルイス、退役軍人のビル、ホラー映画好きの女子大生ゾーイのうちの1人となって、4人で協力してサバイバルを試みる。
キャンペーンモードは4ステージ構成で、bot3人を連れてのシングルプレイと、オンラインでの4人マルチプレイがサポートされている。Xbox 360版のみ2人でのオフライン画面分割プレイ（残り2人はbot）が実装されている（分割画面は水平方向と垂直方向が選択可能）。その他、4人対4人のオンライン対戦モードと、オンラインサバイバルモードがある。最初のリリース後に新たな2つのステージがDLCとして提供された。これらのDLCはPC版は無料だが、Xbox 360版は有料となっている。現在、PCのDL版には最初からこれらのDLCが含まれていて全6ステージ構成となっている。それぞれのステージには4～5のチャプター（章）があり、チャプター毎に遊ぶことができる。
本作品はシングルプレイよりもマルチプレイでのCoop（協力）プレイを重点に置いて作られたゲームである。戦闘部分だけを見ると、襲いかかる多数に対して少数で打倒すると言う爽快感抜群の撃ちまくりゲームに見えるが、それだけでは進めないように協力無くしては打開できないギミックが多数盛り込まれている。
建前上、マップは「映画撮影セット」と言う形を取っている。マップのロード画面も映画のポスター風の作りになっていて、プレイヤーは「映画の登場人物」という扱いになっている。ただしゲーム中にそれ意識させられる場面はない。日本語版には日本語字幕が用意されているが、初期設定ではオフになっているのでゲーム開始前に設定する必要がある。
続編『Left 4 Dead 2』が2009年11月17日にXbox 360・PCで全世界で発売。2の舞台はジョージア州などのアメリカ南東部。1と2の登場人物は無関係だが、DLCにて両者が邂逅するステージが配信された。2014年12月10日にはその続編をベースとしたアーケード版の『LEFT 4 DEAD -生存者たち-』がタイトーにより日本で稼働開始された。

## システム
難易度
Easy・Normal・Advanced・Expertの四段階。難易度設定に影響されるものは敵からのダメージ・敵の耐久力・FFの際のダメージなどであり、それ以外の要素（アイテム配置や進行ルートなど）が下記の「AI Director」によって、リアルタイムでプレイヤーに見合ったものへと微調整される。
ただしサーバ・ホストによってオリジナルルールなどを設定することが出来るため、それによっても難易度を任意に変化させられる。
AI Director
プレイヤーの戦闘や行動を常に監視し、難易度を調整するシステム。プレイヤーの残り体力や武器の種類・残弾数などを考慮し、敵やアイテムの配置・登場パターンなどを自動的に変化させる。
これにより、同じマップを繰り返しプレイしても「行動のパターン化」が起こりにくくなる。
フレンドリーファイア（FF）
このゲームには「味方への攻撃判定」がある。混戦の多いゲームなので「一発目をノーカウント・または低ダメージ」などの様々な緩和調整がされている。
出血タイマー
体力が無くなりダウンすると、出血タイマーが作動して体力が徐々に減っていく。タイマーが完全に無くなったら死亡となる。自力で起き上がることはできず、仲間から起こしてもらうのを待つしかない。つまり、複数人生き残っていたとしても全員がダウンしたら強制的にゲームオーバーとなる。
ダウンから復帰できても、以下のペナルティが課される（治療キットで回復するとペナルティはリセットされる）。
- ダウンから復帰すると、タイマー残量に応じた仮体力（時間経過で1ポイントまで減少し続ける）のみの状態でリスタートする。
- 2度目のダウンでは出血タイマーが短くなり、加えて復帰後の仮体力も少なくなる。ゲーム画面がモノクロになり「もう次は無い」ことを示唆する台詞も流れる。
- 3度目のダウンで強制的に死亡。マルチプレイでは特定の箇所に閉じ込められた状態になり、仲間が救出してくれるのを待つしかなくなる。

落ちると死んでしまうところで落ちそうになったときも崖等につかまった状態でタイマーが発動し、タイマーが切れると落下即死となる。この状態で助けてもらったとき、タイマー減少分の割合ダメージを受けた状態で復帰する。
対戦プレイ
生存者4人、感染者4人の最大8人プレイ。生存者・感染者を交互にプレイし、どちらが上手くやり過ごせたかを競う先後攻ラウンド式モード。
感染者はウィッチ以外からランダムで割り当てられるが、その中でもタンクに限り一定間隔といった条件を満たさない限り選ばれることがなく、またタンクを操作中のプレイヤーに表示される自制心メーターがなくなった場合、別のプレイヤーまたはAIに操作権が移り変わる。
サバイバルモード
どれだけの時間生き延びることができるかを競うモード。本作では殴り攻撃に制限が付いていたり、特殊感染者の仕様など、通常プレイと異なっている部分がある。

## 登場人物
偶然にもウイルスに対して免疫を持っていた4人。見た目の区別を図るものであり、体力や敏捷性といった能力に差は無い。
ビル（男性）
メンバーの中で一番の高齢者。ベトナム戦争に参加した経験もある。
フランシス（男性）
全身に刺青が入っているバイク乗り。
ゾーイ（女性）
資産家の娘で大学生だが、寮に引きこもってホラー映画ばかり見ていた。
ルイス（男性）
IT企業の社員。続編のDLCでは足を負傷し治るまで待機している。

## 感染者
本作に出てくる感染者のイメージは、世間一般で言われているゾンビのイメージに近い。正確には死者が蘇るゾンビではなく、『28日後...』のような生きたままウイルスに感染し凶暴化した人間であるため、このゲームでは「感染者（Infected）」と呼ばれるが、生存者たちは「ゾンビ」とも呼んでいる。
また昔のゾンビのイメージである「鈍重な動き」は見られず、昨今のゾンビ映画に多く見られる「走るゾンビ」であり、生存者を見つけると全力疾走で追いかけてくる。反面、耐久力はハンドガン数発でも倒せる程度であり、攻撃も殴る蹴るなどで一発一発はダメージが少なく、噛みつきや人外に近い力などはない。他にも本作独自の特徴として高周波の音に敏感で、後述のパイプ爆弾や車の盗難防止装置の音に反応して群がってくる。しかし通常ではかなり近寄らないと認識されなかったりなど、それ以外の感覚は鈍い。この通常感染者（下記の特殊感染者に対してこう呼ばれる）は単体ではさしたる脅威ではないが、何らかの切っ掛けで大挙して迫ってくる。また通常感染者の攻撃には一瞬だけだが移動速度が著しく落ちる効果があるため、未然に処理できないと周囲を囲まれ袋叩き状態になりかねない。これもこのゲームの特徴である。
また、下記のように何らかの特殊な能力を持った感染者も存在する。いずれも特徴的な鳴き声や唸り声を上げるので、慣れてくれば事前に対策を打つことができる。
ブーマー（Boomer）
ブクブクと太った体格が特徴。絶えずゲップのような音を出している。体力は普通の感染者と同等以下なので、どの銃器でも簡単に倒せる。
ただし撃破された瞬間に爆発して周囲に腹部の胆汁を撒き散らすほか、ブーマー自身も胆汁を生存者めがけて吐き出す攻撃を仕掛けてくる。この粘液にダメージはないが、被弾してしまうと視界不良に加えて大量の感染者が襲いかかってくる。
対戦においてはその巨体ゆえに動きが緩慢で、基本的に生存者の位置よりゴール側にリスポーンする戦術が求められる。また、復活まで最も長い時間を要する感染者であり、吐き出す粘液も再装填に非常に時間がかかる（故に生存者に吐き掛けた後突っ込んでわざと倒されることで生存者全員に粘液をかぶせるという戦術がよく取られる）。
ハンター（Hunter）
パーカーを着た感染者で、フーディーを深く被っているため顔ははっきりと見えない。外見上大きな変異は起きていないようだが、常に犬のように四足で這いまわる。唸り声も犬のそれに近い。
非常に高い跳躍力を持ち、ターゲットを発見すると同時に甲高い奇声を発し、跳躍により一瞬で生存者との距離を詰めて襲い掛かる。
一度ハンターに飛び掛かられると一方的に体力を削られてしまい、他の生存者から助けてもらう以外にこれを抜ける方法は無い。
スモーカー（Smoker）
長身と醜くただれた皮膚が特徴。スモーカーが近くにいる場合はゲホゲホと咳き込む声が聞こえる。離れた場所や高所から長い舌を伸ばし、生存者を絞め上げつつ自分のほうに引きよせる。
ハンター同様、舌に絡まれてしまうと操作が利かなくなり、一方的にダメージを受け続ける。絡まれた直後は反撃ができるため、その間に本体を倒すことによって自由になることもできるが、基本的には仲間に舌を切断・スモーカー自体を倒してもらうことでしか抜け出すことはできない。
スモーカーを倒すと、周囲が煙に包まれて視界不良になる（このとき、生存者側がこの煙を通ると咳き込むが、ラジオチャットがしにくくなるだけでダメージはない）。
特殊感染者の中で数少ない遠距離攻撃の持ち主で、対戦では高低差を利用した戦い方がよく用いられる（締め上げ攻撃がヒットした場合その生存者はスモーカーの方へ引っ張られるので、それを利用して崖やビルディングの下などに転落死させるという戦術もある）。
タンク（Tank）
異常に膨れ上がった上半身が特徴。感染者の中でも最も手強いキャンペーンのラストボス的存在で、登場した瞬間から緊迫感溢れるBGMが流れる。
攻撃力・体力共に非常に高く、その名の通り「戦車」のようにあらゆる障害物を薙ぎ払い突進してくる。瓦礫や近くにある車などを投げてくることもあり、また壁貫きや岩投げといった攻撃も可能。段差もよじ登り、スタート地点のセーフルームの鋼鉄の扉も叩き壊してしまうため、絶対安全と言える場所は無いと考えていい。
体力は他の感染者の比ではないほどに高く、いくら弾薬を浴びせても怯まないので、退きつつ戦うことになる。
攻撃は吹き飛ばし効果が高く、勿論飛ばされた先に足場が無ければ奈落に落ちて即死するため、対タンク戦では崖などを不用意に背にしない方がいい。また、タンクが投げた車など大きなものに当たった場合は一撃で行動不能になる。対戦の場合、マップの難易度によって体力が変化する。
ウィッチ（Witch）
外見上は一見ただの下着姿の女性だが、指が変異して異常に伸びているのがわかる。常にシクシクとすすり泣いている。
タンクに次ぐ高い体力を持ち、動きも俊敏。何より攻撃を受けてしまうと一撃でダウン状態（難易度Expertのみ即死）となり、その後は出血タイマーがなくなるまで（死ぬまで）執拗に攻撃してくる。
いきなり襲いかかってくるわけではく、何もしなければ座りこんで泣いているだけで無害である。そのまま避けて注意深く進み、特に刺激しなければやり過ごせるが、こちらから攻撃した場合はもちろん、不用意に接近したりフラッシュライトを当て続けた場合に奇声を上げて襲ってくる。攻撃対象は最後に激怒させるほどの刺激を与えた生存者に限られる。他の生存者はターゲットと同じ場所にいるか進路をふさがない限り、ぶつかってもダメージを受けず跳ね返されるだけ。また、ターゲットを殺害した後はマップの外へと走り去っていく。
AIディレクター次第では一本道の進行ルート上に配置され、戦闘が不可避になることもある。実績一覧を埋めるためには必ず一度は倒す必要がある。

## 武器・その他
プライマリ・セカンダリ共に味方にも当たり判定があり、難易度に応じてダメージを与えてしまう。右クリックで殴り攻撃が出るが、こちらには味方のダメージは無い。また、プライマリには弾数制限があるが、セカンダリには無い。

### プライマリウェポン（初期）
スタート・リスタート地点で選ぶことのできる武器。
ショットガン（イサカM37）
近距離での威力に重きを置いた武器。コッキングを要するポンプアクション式のため連射力は低い。
ショットガン共通の特徴として、1発ずつ装填するためリロード速度は遅いが、リロード中でも途中でキャンセルして撃つことが出来るほか、リロード時に一旦装弾0に戻ることがなく、キャンセルした場合はその時点の装弾数で止まる。
サブマシンガン（ウージー）
遠距離に向いた連射系の武器で、リロード速度も早め。ただし攻撃力や精度が中途半端であり、連射を前提とするために所持弾薬に比して消耗が早い。

### プライマリウェポン（追加）
道中で手に入れることの出来る武器。いずれも初期装備より性能が高くなっている。
オートショットガン（ベネリM4）
コッキングを必要とせず連射力が高いショットガン。装弾数もアップしているが、リロードを一発ずつ行う点はそのまま。
アサルトライフル（M16）
サブマシンガンよりも威力と精度の高い弾丸を連射する。扱いやすい銃器だが、所持弾数がサブマシンガンより少なめで弾切れしやすい。
ハンティングライフル（ミニ14）
スナイパースコープを装備し、遠距離からの狙撃が可能。弾丸の威力も高く、普通の感染者ならどこに当てても一発で仕留められる。弾丸は敵や障害物を貫通し、一直線に並んだ感染者を一度に全員撃ち抜く事も可能。
但しリロードが他の武器に比べて遅く、移動中は集弾率が大幅に下がる為に機動力は低い。一点集中型であるために開けた場所にも弱く、多方面から迫られる状況等での対応力は低い。

### セカンダリウェポン
ハンドガン
コルトM1911A1
今作のセカンダリウェポンはハンドガンのみ。弾数は無限なので弾切れの心配は無い。道中でもう一丁拾うことで二丁拳銃が可能になり、弾の最大装填数が増えるが、リロード時間と集弾率がわずかに悪化するデメリットもある。

### 投擲武器
火炎瓶
投げた周囲を一定時間火の海にし、感染者を焼き殺すことが出来、特殊感染者も死ぬまで燃やし続けることができるが、味方にもダメージを与えてしまうため扱いが難しい。
パイプ爆弾
音と光で感染者を引き付け、纏めて吹き飛ばす爆弾。誘引効果はブーマーの粘液やマップのトラップ等よりも優先される。デメリットは少ないので扱いやすいが、特殊感染者には一切効果はない。

### 回復道具
治療キット
左クリックで自分を、右クリックで仲間の体力を受けたダメージの80%を回復し、ダウン回数もリセットすることができる（例：30（被ダメージ70）→86）。
治療中は長時間無防備になるうえ、基本的にスタート地点やセーフルームでしか手に入れられないので、使いどころが重要（難易度が低く、さらにチームの負傷度が高いと道中で出現することもある）。
鎮痛剤
体力を一時的に50回復することができる。左クリックで自分を回復、右クリックで仲間に渡すことができる。
治療キットとは違い、回復する体力は一時的なもので、その分は徐々に減っていく。代わりに道中で頻繁に拾うことが出来るほか、緊急時にもすぐに使用可能で一瞬で効果が出る。